# Avernus Cavi
Avernus Cavi és una formació geològica de tipus cavus a la superfície de Mart, localitzada amb el sistema de coordenades planetocèntriques a -2.84 ° latitud N i 172.92 ° longitud E, que fa 115 km de diàmetre. El nom va ser aprovat per la UAI l'any 1985 i fa referència a una característica d'albedo localitzada a 10 ° latitud S i 195 ° longitud O.